# Trans-Pecos-Rattennatter
Die Trans-Pecos-Rattennatter (Bogertophis subocularis), auch Trans-Pecos-Kletternatter genannt, ist eine in Nordamerika in den Wüstengebieten im Südwesten der Vereinigten Staaten und im nördlichen Mexiko beheimatete Art aus der Familie der Nattern.

## Aussehen
Die Gesamtkörperlänge adulter Tiere beträgt bei Weibchen zwischen 1 und 1,40 Metern, Männchen können bis zu 1,7 Meter lang werden (einschließlich jeweils des Schwanzes). Die Trans-Pecos-Rattennatter hat meist eine gelbliche Grundfärbung, am glatten Hals zwei lange schwarze Streifen, welche zum Schwanzende hin in h-förmige, schwarze Muster übergehen. Es gibt aber auch grau-silbrig glänzende Farbmorphen.

## Verbreitung und Lebensraum
Diese Art kommt in den Wüsten und Halbwüsten von New Mexico, Texas und den angrenzenden mexikanischen Bundesstaaten Chihuahua, Coahuila, Durango, Nuevo León vor. Der Name Trans-Pecos-Rattennatter bezieht sich auf das Verbreitungsgebiet, das ausschließlich südlich des Pecos River liegt.

## Lebensweise
Die nachtaktiven Jäger ruhen den Tag über in Felsspalten und kleineren Erdhöhlen versteckt. In den kalten Wintermonaten halten sie einen Winterschlaf. Zur Abwehr von Feinden geben sie einen moschusartigen Duft ab.
Das Weibchen legt 4 bis 8 Eier unter Steinen oder verrottendem Pflanzenmaterial ab.

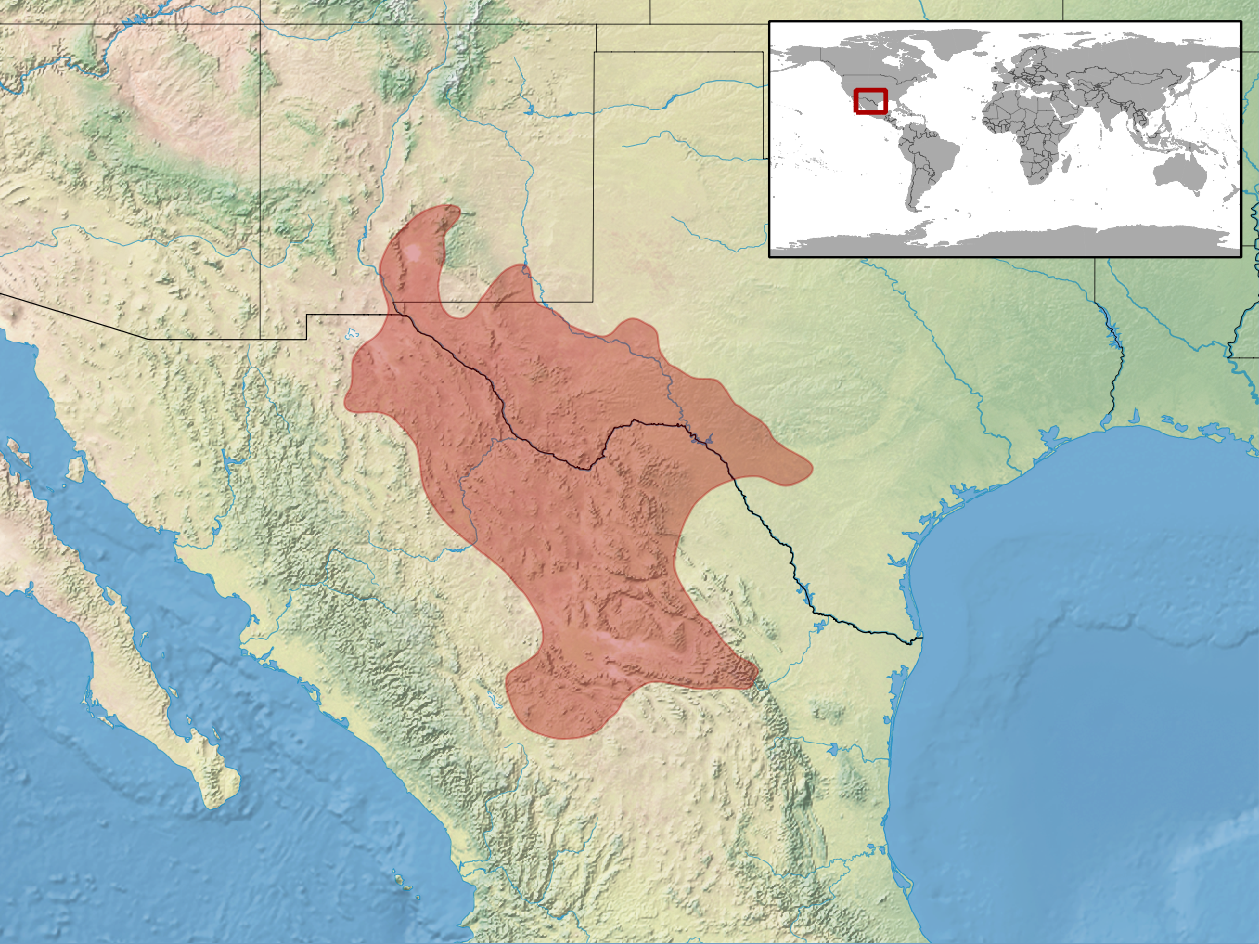
Verbreitungskarte der Trans-Pecos-Rattennatter

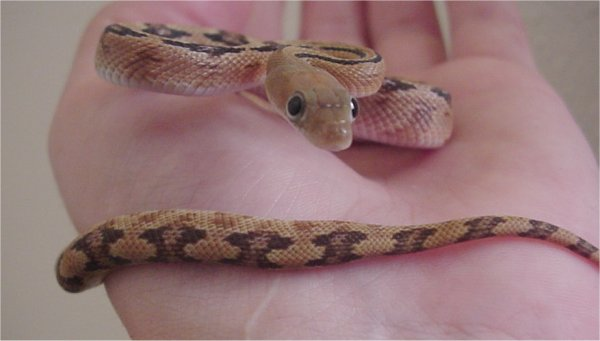
Junge Trans-Pecos-Rattennatter

## Systematik und Taxonomie
Die Schlange wurde 1901 von Arthur Erwin Brown als Coluber subocularis erstbeschrieben. Das Artepithet subocularis bezieht sich auf eine Reihe kleiner Schuppen direkt unterhalb des Auges, oberhalb der Oberlippenschilder. Stejneger & Barbour teilten die Gattung Coluber 1917 in ihrer Check List of the North American Amphibians and Reptiles auf und stellten die Trans-Pecos-Rattennatter in die Gattung der Kletternattern (Elaphe), wo sie als Elaphe subocularis 70 Jahre lang verblieb. Erst 1988 wurde von Dowling und Price die Gattung der Nordamerikanischen Rattennattern (Bogertophis) eigens für die Trans-Pecos-Rattennatter und ihre einzige nahe Verwandte, Bogertophis rosaliae, errichtet. Die beiden Schlangenarten unterscheiden sich durch die unter den Augen liegende Schuppenreihe von drei bis sieben Schuppen von den übrigen Nattern in Nordamerika. Der Gattungsname Bogertophis ehrt Charles M. Bogert, den ehemaligen Kurator der Abteilung für Herpetologie am American Museum of Natural History, ophis ist die griechische Bezeichnung für „Schlange“.

## Gefährdung
Da diese Art weit verbreitet ist, stuft die IUCN sie als „nicht gefährdet“ (Least Concern) ein.